# Чемпионат мира по настольному теннису 1957
Чемпионат мира по настольному теннису 1957 года прошёл с 7 по 15 марта в Стокгольме (Швеция).

## Медали

### Команды
| Пол     | Золото                                                                    | Серебро                                                                                | Бронза                                                                                                 |
| ------- | ------------------------------------------------------------------------- | -------------------------------------------------------------------------------------- | --- |
| Мужчины | Япония · Итиро Огимура · Кэйсукэ Цунода · Тосиаки Танака · Тосихико Мията | Венгрия · Золтан Берцик · Ласло Фёльди · Элемер Дьетваи · Миклош Петерфи · Ференц Шидо | Китай · Ху Пинчуань · Цзян Юннин · Фу Цифан · Ван Чуаньяо · Чжуан Цзяфу                                |
| Мужчины | Япония · Итиро Огимура · Кэйсукэ Цунода · Тосиаки Танака · Тосихико Мията | Венгрия · Золтан Берцик · Ласло Фёльди · Элемер Дьетваи · Миклош Петерфи · Ференц Шидо | Чехословакия · Иван Андреадис · Ладислав Штипек · Вацлав Тереба · Лудвик Выхановский · Франтишек Токар |
| Женщины | Япония · Фудзиэ Эгути · Томи Окава · Таэко Намба · Киико Ватанабэ         | Румыния · Анджелика Розяну · Мария Голопенца · Элла Целлер                             | Китай · Цю Чжунхуэй · Сунь Мэйин · Е Пэйцюн                                                            |

### Спортсмены
| Разряд                   | Золото                         | Серебро                      | Бронза                          |
| ------------------------ | ------------------------------ | ---------------------------- | ------------------------------- |
| Мужской одиночный разряд | Тосиаки Танака                 | Итиро Огимура                | Хайнц Шнайдер                   |
| Мужской одиночный разряд | Тосиаки Танака                 | Итиро Огимура                | Иван Андреадис                  |
| Женский одиночный разряд | Фудзиэ Эгути                   | Энн Хейдон                   | Киико Ватанабэ                  |
| Женский одиночный разряд | Фудзиэ Эгути                   | Энн Хейдон                   | Элла Целлер                     |
| Мужской парный разряд    | Иван Андреадис Ладислав Штипек | Итиро Огимура Тосиаки Танака | Тосихико Мията Кэйсукэ Цунода   |
| Мужской парный разряд    | Иван Андреадис Ладислав Штипек | Итиро Огимура Тосиаки Танака | Элемер Дьетваи Ференц Шидо      |
| Женский парный разряд    | Ливия Мошшоци Агнеш Шимон      | Диэйн Роув Энн Хейдон        | Анджелика Розяну Элла Целлер    |
| Женский парный разряд    | Ливия Мошшоци Агнеш Шимон      | Диэйн Роув Энн Хейдон        | Хелен Эллиот Мария Голопенца    |
| Микст                    | Итиро Огимура Фудзиэ Эгути     | Иван Андреадис Энн Хейдон    | Кэйсукэ Цунода Таэко Намба      |
| Микст                    | Итиро Огимура Фудзиэ Эгути     | Иван Андреадис Энн Хейдон    | Лудвик Выхановский Хелен Эллиот |